# 9月11日
9月11日（くがつじゅういちにち）は、グレゴリオ暦で年始から254日目（閏年では255日目）にあたり、年末まであと111日ある。

## できごと

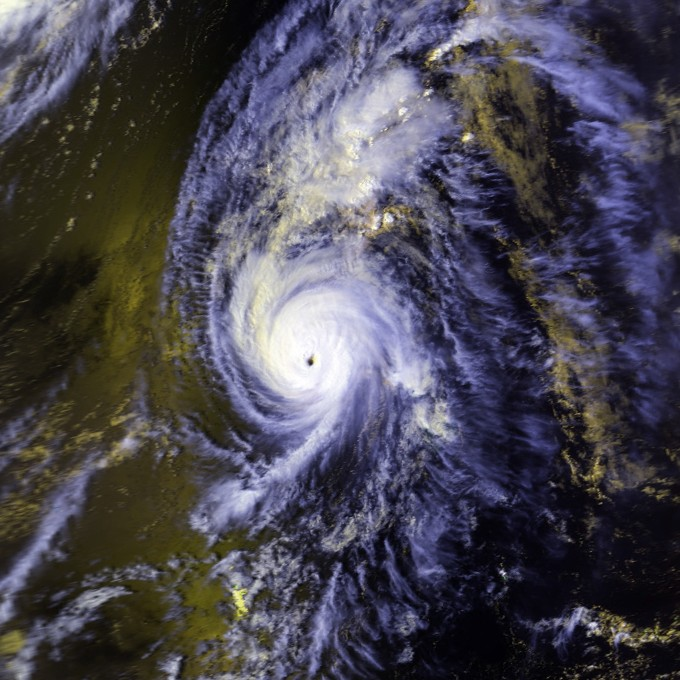
ハリケーン・イニキ、ハワイ上陸(1992)。被害額18億ドル

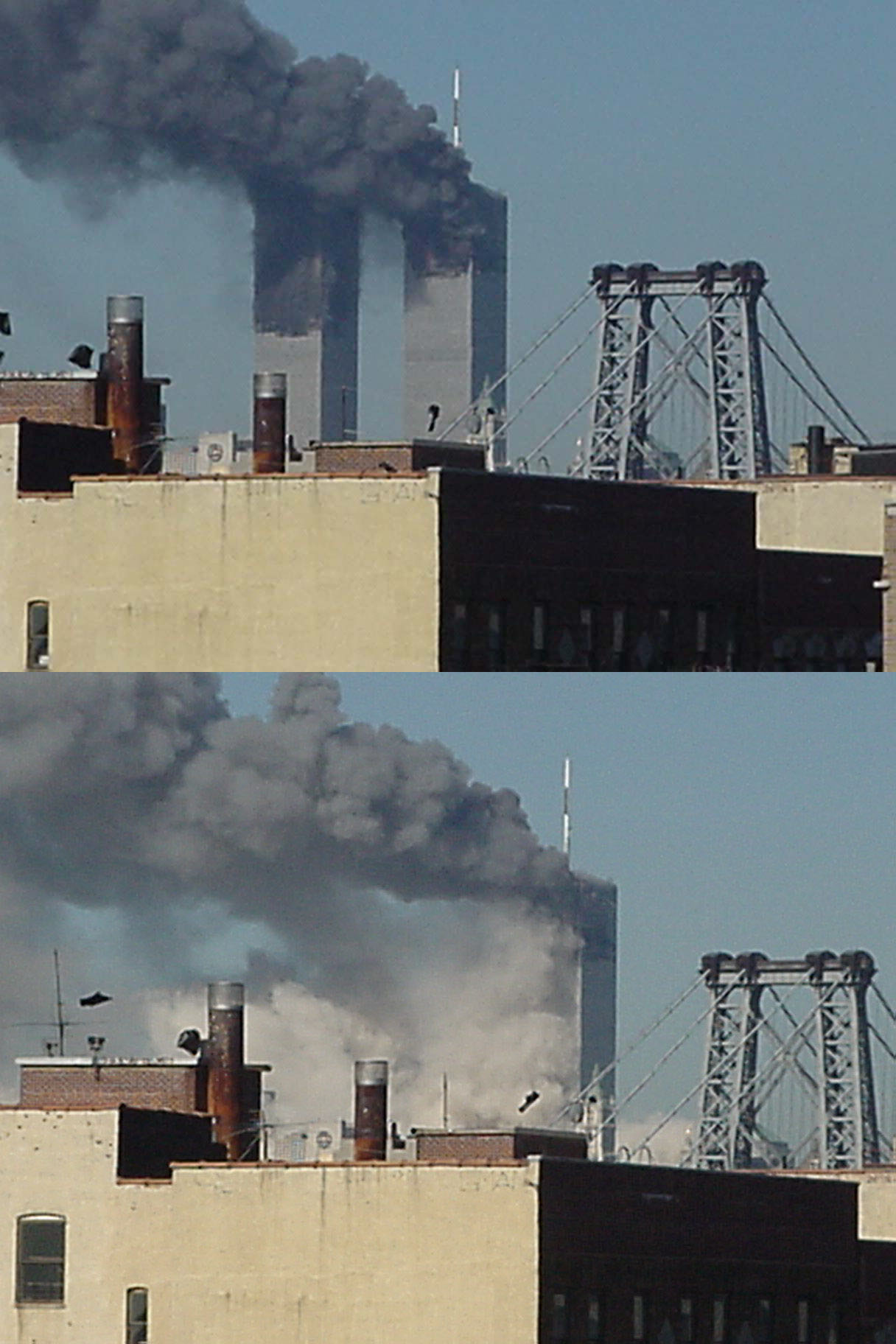
アメリカ同時多発テロ事件(2001)。

第44回衆議院議員総選挙(2005)、郵政民営化を唱えた自民党が圧勝。

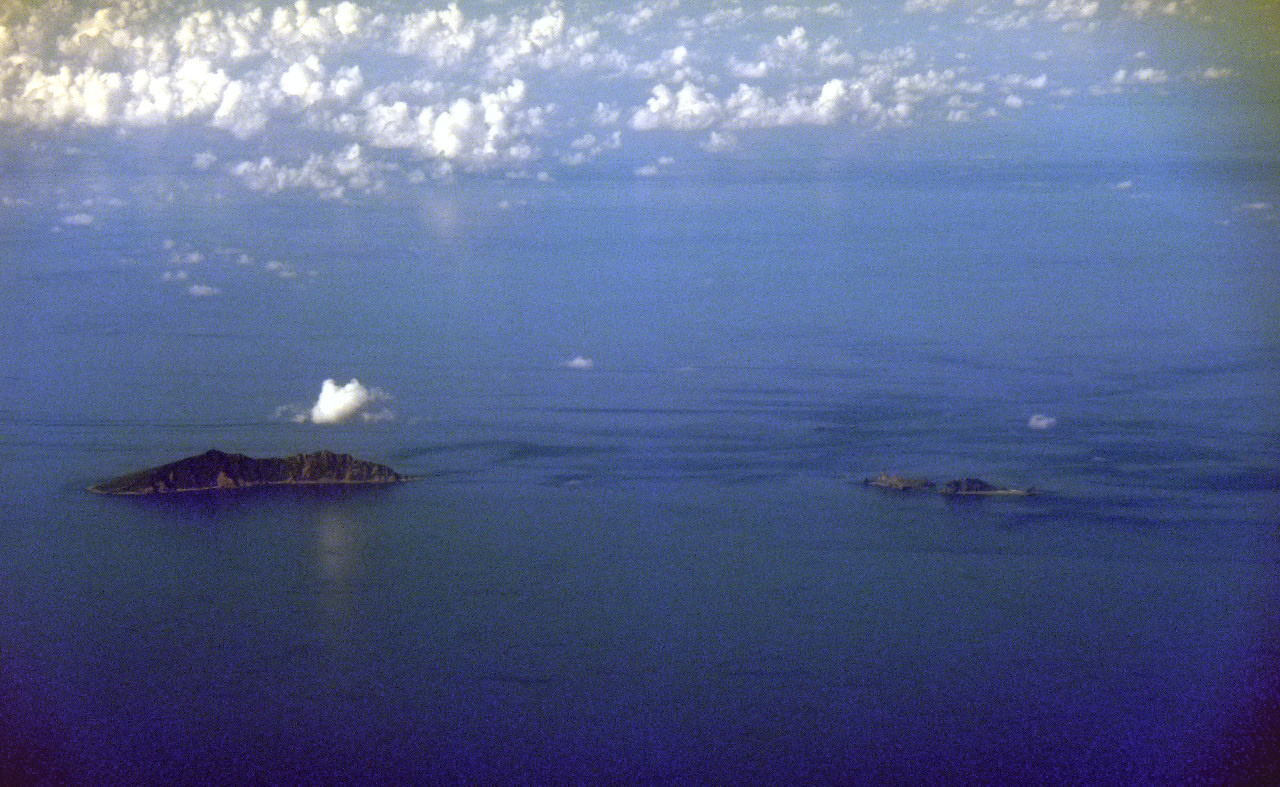
左から魚釣島、北小島、南小島。2012年、日本政府が20億5千万円で国有化。

- 527年（継体天皇21年8月1日） - 物部麁鹿火が磐井の乱の平定を命じられる。
- 764年（天平宝字8年） - 藤原仲麻呂の乱勃発。
- 1297年 - 第一次スコットランド独立戦争: スターリング・ブリッジの戦い。
- 1498年（明応7年8月25日） - 明応地震発生。
- 1649年 - クロムウェルのアイルランド侵略: ドロヘダ攻城戦。
- 1656年 - エルビング条約締結。
- 1697年 - 大トルコ戦争: ゼンタの戦い。
- 1714年 - スペイン帝国の攻撃によりバルセロナ陥落。バルセロナ包囲戦が終了。
- 1777年 - アメリカ独立戦争: ブランディワインの戦い。
- 1792年 - 「ブルーダイヤモンド」（後のホープダイヤモンド）がフランス王室の宝玉庫から盗まれる。
- 1814年 - 米英戦争: プラッツバーグの戦いが米軍の勝利で終結。
- 1847年 - スティーブン・フォスターの「おおスザンナ」が初演[1]。
- 1860年（万延元年7月26日） - イギリス大使オールコックが外国人で初めて富士山に登山。
- 1871年（明治4年7月27日） - 民部省が大蔵省に吸収。
- 1888年 - 高等師範学校附属学校に尋常中学科（現在の筑波大学附属中学校・高等学校）が設置される。
- 1900年 - 上野・新橋両駅に日本初の公衆電話を設置。
- 1905年 - 日本海海戦で有名な戦艦三笠が佐世保港内で弾薬庫の爆発事故により沈没。339人が死亡。
- 1907年 - 電機学校（東京電機大学の前身）が創立。
- 1924年 - 東京天文台（国立天文台の前身）が三鷹に移転[2]。
- 1925年 - 愛知県で暴風雨。名古屋市内の浸水家屋約2万戸[3]。
- 1926年 - 大正15年9月広島豪雨災害発生。同月23日の豪雨と合わせて多数の被害。
- 1931年 - 台風接近による暴風雨。長崎県で死者35人、香川県で死者16人[4]。
- 1937年 - 後楽園球場開場。
- 1938年 - 日中戦争の戦意高揚を目的としたペン部隊の中国戦線従軍作家が中国へ出発[5]。
- 1940年 - ダートマス大学でのアメリカ数学会の会議でジョージ・スティビッツがテレタイプ端末によりベル研究所にあるComplex Number Calculatorのデモンストレーションを行う。世界初のコンピュータの遠隔操作[6]。
- 1945年 - GHQが東條英機ら戦犯容疑者39人の逮捕を指令。
- 1945年 - 第二次世界大戦: ポナペ島の日本軍陸軍第31軍独立混成第52旅団長渡辺雅夫陸軍中将が、米駆逐艦ハイマン（英語版）上でアメリカ軍に対する降伏文書に署名する。（「ポンペイ州独立記念日(Pohnpei Liberation Day)」）
- 1949年 - 1946年に相澤忠洋が発見した岩宿遺跡で、相澤忠洋と明治大学の発掘調査隊による最初の発掘調査が行われる[7]。
- 1950年 - 大相撲関脇力道山が、自ら髷を切り落とし廃業[8]。翌年プロレスに転向。
- 1951年 - 国際標準化機構 (ISO) が日本の加盟を承認。
- 1961年 - 世界自然保護基金 (WWF) 設立。
- 1961年 - 寿屋（現・サントリーホールディングス）がトリスウイスキーを購入すると抽選でハワイ旅行へ行けるキャンペーンを開始。当選者は1964年4月の海外旅行自由化実施後にハワイへ旅立った[9]。
- 1961年 - ハリケーン・カーラがテキサスに上陸。
- 1968年 - エールフランス1611便火災墜落事故。
- 1972年 - サンフランシスコ・ベイエリアにバート（ベイエリア高速鉄道）が開業。
- 1973年 - チリ・クーデター: チリでアウグスト・ピノチェトがサルバドール・アジェンデ大統領に対して軍事クーデターを起こし、数千人が死亡した[10]。
- 1978年 - F1イタリアGPの炎上事故により、F1ドライバーのロニー・ピーターソンが他界。
- 1985年 - ロス疑惑の三浦和義が殴打事件で殺人未遂として逮捕される。共犯の元女優も身柄を拘束され、翌日逮捕。
- 1985年 - ピート・ローズが4192安打を放ってタイ・カッブの記録を更新し、同日4193安打まで記録。
- 1989年 - ハンガリーがピクニック事件以降国内に滞在していた東ドイツ国民に対し、この日0時をもって国境を開放。鉄のカーテンが無意味な物となり、ベルリンの壁崩壊へと繋がる。
- 1992年 - ハリケーン・イニキがハワイに上陸。
- 1992年 - ホンダが第2期F1活動の休止を発表[11]。
- 1992年 - 阪神甲子園球場での阪神対ヤクルト戦で、試合時間6時間26分の日本プロ野球史上最長の試合が行われる[12]。
- 1997年 - 第2次橋本改造内閣が発足。
- 1997年 - アメリカの火星探査機「マーズ・グローバル・サーベイヤー」が火星の軌道に投入。
- 1999年 - 映画『マトリックス』が日本で劇場公開。
- 2000年 - 濃尾地方で集中豪雨（東海豪雨）発生。名古屋市周辺を中心に甚大な被害。
- 2001年 - アメリカ同時多発テロ事件発生。
- 2004年 - 栃木兄弟誘拐殺人事件発生。
- 2005年 - 第44回衆議院議員総選挙。郵政民営化を訴えた自由民主党が記録的大勝。
- 2008年 - 蒲島郁夫熊本県知事が川辺川ダム計画の白紙撤回を表明。
- 2009年 - 宇宙航空研究開発機構は、国際宇宙ステーション（ISS）に物資を運ぶ宇宙ステーション補給機 (HTV) を搭載したH-IIBロケットの打ち上げに成功した[13]。
- 2010年 - 三菱重工業株式会社および宇宙航空研究開発機構は、準天頂衛星「みちびき」を搭載したH-IIAロケット18号機の打ち上げに成功した[14]。
- 2012年 - 尖閣諸島国有化: 日本政府が、尖閣諸島のうち民間所有の魚釣島及び南小島、北小島の3島を、20億5000万円で購入することを閣議決定した[15]。
- 2013年 - NTTドコモがiPhoneの提供開始を発表し、日本の携帯電話大手三社全てがiPhoneを取り扱うこととなる。
- 2014年 - 朝日新聞の木村伊量社長が記者会見を行い、東京電力福島第1原子力発電所事故に関し、「所員が吉田昌郎元所長の命令に違反し撤退した。」などと報じた記事は誤りで取り消すと発表。そのうえで「読者や東電関係者に深くおわびする」と謝罪した[16]。
- 2015年 - 平成27年9月関東・東北豪雨: 9月7日から11日にかけて、台風18号から変わった低気圧の影響で、関東・東北地方で、所によって5日間の総雨量が600mmを超える大雨を記録。14人が死亡し、20,000棟以上の家屋が損壊・浸水した[17]。
- 2019年 - 第4次安倍第2次改造内閣が発足[18]。

## 誕生日
- 1182年（寿永元年8月12日） - 源頼家、鎌倉幕府第2代将軍（+ 1204年）
- 1364年 - クリスティーヌ・ド・ピザン、随筆家、作家（+ 1430年）
- 1611年 - テュレンヌ子爵アンリ・ド・ラ・トゥール・ドーヴェルニュ、フランス大元帥（+ 1675年）
- 1617年（元和3年8月12日） - 浅野光晟、第2代広島藩主（+ 1693年）
- 1719年（享保4年7月27日） - 田沼意次、江戸幕府の側用人、老中（+ 1788年）
- 1725年（享保10年8月5日） - 青山幸道、第2代宮津藩主・初代郡上藩主（+ 1779年）
- 1811年（文化3年7月24日） - 三宅康直、第11代田原藩主（+ 1893年）
- 1824年 - ヤーコプ・ベルナイス、言語学者（+ 1881年）
- 1825年 - エドゥアルト・ハンスリック、クラシック音楽評論家（+ 1904年）
- 1854年 - ハインリッヒ・エドムント・ナウマン、地質学者（+ 1927年）
- 1862年 - O・ヘンリー、小説家（+ 1910年）
- 1863年 - 大橋新太郎、実業家、政治家、博文館創業者（+ 1944年）
- 1877年 - ジェームズ・ジーンズ、物理学者、天文学者、数学者（+ 1946年）
- 1885年 - D・H・ローレンス、小説家（+ 1930年）
- 1888年 - 三宅哲一郎、外交官（+ 1979年）
- 1888年 - 久留島秀三郎、作家（+ 1970年）
- 1892年 - 千賀康治、政治家（+ 1956年）
- 1893年 - ジェームズ・マーティン、技術者、企業家（+ 1981年）
- 1895年 - 森銑三、歴史学者、書誌学者（+ 1985年）
- 1903年 - 山之口貘、詩人（+ 1963年）
- 1903年 - テオドール・アドルノ、哲学者、社会学者、音楽評論家、作曲家（+ 1969年）
- 1909年 - 益田喜頓、俳優、コメディアン（+ 1993年）
- 1917年 - フェルディナンド・マルコス、政治家、フィリピン第10代大統領（+ 1989年）
- 1917年 - 轟夕起子、女優（+ 1967年）
- 1923年 - 杉田俊也、声優、俳優（+ 没年不詳）
- 1923年 - 虫明亜呂無、作家、評論家（+ 1991年）
- 1929年 - サトウサンペイ、漫画家（+ 2021年）
- 1929年 - 榮久庵憲司、工業デザイナー（+ 2015年）
- 1933年 - ニコラ・ピエトランジェリ、テニス選手
- 1934年 - 木村直司、ドイツ文学者、上智大学名誉教授
- 1934年 - 田村紀雄、社会学者、作家、東京経済大学名誉教授
- 1935年 - アルヴォ・ペルト、作曲家
- 1935年 - ゲルマン・チトフ、宇宙飛行士（+ 2000年）
- 1936年 - 石橋冠、演出家
- 1940年 - 橋本鋼太郎、建設官僚、元建設事務次官
- 1940年 - 西川幾雄、声優
- 1940年 - ブライアン・デ・パルマ、映画監督
- 1941年 - 東海林邦彦、法学者、北海道大学名誉教授
- 1944年 - 中村之保、元プロ野球選手
- 1944年 - 山田要一、元調教師
- 1944年 - 尾崎行雄、元プロ野球選手（+ 2013年）
- 1944年 - ジョン・マクシェリー、メジャーリーグ審判員（+ 1996年）
- 1945年 - フランツ・ベッケンバウアー、元サッカー選手、指導者（+ 2024年）
- 1947年 - 泉ピン子、女優
- 1947年 - 渡辺範彦、ギタリスト（+ 2004年）
- 1947年 - 棚橋光男、歴史学者（+ 1994年）
- 1950年 - エイミー・マディガン、女優
- 1950年 - 清雲栄純、元サッカー選手、指導者
- 1953年 - 大錦一徹、元大相撲力士
- 1953年 - 中村よお、シンガーソングライター、作家
- 1954年 - 伊藤秀志、ローカルタレント
- 1954年 - 佐藤義則、元プロ野球選手
- 1956年 - 美藤啓文、アナウンサー
- 1956年 - 鈴木弘規、元プロ野球選手
- 1958年 - 柴田惣一、記者
- 1958年 - アニマル・レスリー、プロ野球選手、タレント（+ 2013年）
- 1959年 - 高橋邦芳、政治家、新潟県村上市長
- 1960年 - 涼風真世、女優、歌手、声優
- 1960年 - 天野浩、電子工学者、ノーベル物理学賞受賞者
- 1960年 - 田丸一男、アナウンサー
- 1961年 - ヴァージニア・マドセン、女優
- 1962年 - 栗林謙、元テレビプロデューサー
- 1962年 - クリスティ・マクニコル、女優
- 1963年 - 岩瀬惠子、フリーアナウンサー
- 1964年 - ヴィクター・ウッテン、エレクトリックベーシスト
- 1965年 - バッシャール・アル＝アサド、政治家、第5代シリア大統領
- 1965年 - ポール・ヘイマン、元ECW代表
- 1966年 - 文仁親王妃紀子、皇族
- 1967年 - 神原智己、アナウンサー、占い師
- 1967年 - 相川英明、元プロ野球選手
- 1967年 - ハリー・コニック・ジュニア、歌手
- 1968年 - 倉田てつを、俳優
- 1968年 - 成本年秀、元プロ野球選手
- 1969年 - エドゥアルド・ペレス、元プロ野球選手
- 1970年 - 松本尚樹、元プロ野球選手
- 1971年 - 矢作兼、お笑いタレント（おぎやはぎ）
- 1971年 - 森山大輔、漫画家
- 1971年 - リチャード・アシュクロフト、歌手
- 1972年 - 浅野香織、女優
- 1972年 - 山田和重、漫画家
- 1972年 - キース・ガンブス、サッカー選手
- 1973年 - 小籔千豊、お笑いタレント
- 1973年 - 林尚克、元野球選手
- 1973年 - トム・デイビー、元プロ野球選手
- 1974年 - 虻川美穂子、お笑いタレント（北陽）
- 1974年 - 今岡真訪、元プロ野球選手
- 1977年 - リュダクリス、ヒップホップMC
- 1978年 - デヤン・スタンコビッチ、元サッカー選手
- 1978年 - まきのめぐみ、歌手
- 1978年 - 船津未帆、女優
- 1978年 - トム・スタラード、自動車技術者、元ローイング選手
- 1979年 - 前田啓介、エレクトリックベーシスト（レミオロメン）
- 1979年 - 吉田知加、シンガーソングライター
- 1979年 - 伊藤正臣、漫画家
- 1979年 - 一色徳保、ミュージシャン（つばき）（+ 2017年）
- 1979年 - アリアナ・リチャーズ、俳優
- 1979年 - フランク・フランシスコ、プロ野球選手
- 1979年 - エリック・アビダル、サッカー選手
- 1979年 - ダビド・ピサーロ、サッカー選手
- 1980年 - 関根太朗、アナウンサー
- 1981年 - 山本麻里安、声優
- 1981年 - 駒井亜由美、アナウンサー
- 1982年 - 柴村直弥、サッカー選手
- 1982年 - 吉野達郎、陸上競技選手
- 1983年 - 伊藤教人、俳優
- 1983年 - 三林智香、モデル
- 1983年 - ひとりでできるもん、ダンサー
- 1983年 - 蓮沼執太、エレクトロニカミュージシャン
- 1983年 - 伴美、元アイドル（元SDN48）
- 1983年 - 石橋史匡、元プロ野球選手
- 1983年 - ジャコビー・エルズベリー、元プロ野球選手
- 1984年 - 安田章大、歌手、ミュージシャン（SUPER EIGHT）
- 1984年 - 今泉潤、ゲームプロデューサー、映像プロデューサー、演出家
- 1984年 - クリスチーナ・オブラソワ、フィギュアスケート選手
- 1985年 - 小暮あき、元レースクイーン、タレント
- 1985年 - 葉月真衣、声優、ナレーター
- 1986年 - 佐々木和徳、俳優
- 1986年 - 依田英将、アナウンサー
- 1986年 - 野垣内俊、サッカー選手
- 1986年 - 中村知世、元女優、元声優
- 1986年 - 玉置隆、元プロ野球選手
- 1986年 - カイル・ブランクス、プロ野球選手
- 1987年 - 大島麻衣、タレント、歌手（元AKB48）
- 1987年 - 加藤レイズナ、ライター
- 1987年 - 松本薫、元柔道家
- 1987年 - ブランドン・レアード、元プロ野球選手
- 1988年 - 小熊あやめ、歌手、アーティスト、タレント
- 1989年 - 高瀬悠、ミュージカル俳優
- 1989年 - 熊本野映、女優
- 1989年 - 倉持明日香、タレント（元AKB48）
- 1989年 - 二宮悠嘉、歌手、タレント（元SDN48）
- 1989年 - ニック・ターリー、プロ野球選手
- 1989年 - 小平智、プロゴルファー
- 1990年 - 重成俊弥、元サッカー選手
- 1990年 - 畑田真輝、元サッカー選手
- 1991年 - ジョルダン・アイェウ、サッカー選手
- 1992年 - 高田彩香、女優
- 1992年 - 磯村勇斗、俳優
- 1992年 - 田川大樹、俳優
- 1992年 - 鈴木義宜、サッカー選手
- 1992年 - 山口祥吾、元プロ野球選手
- 1993年 - 川本稜、俳優
- 1994年 - 岡田尚太郎、俳優
- 1994年 - 坂田大樹、サッカー選手
- 1994年 - COCO、グラビアアイドル
- 1994年 - アラマンダ・モトゥンガ、ラグビーユニオン選手
- 1995年 - 金井勝実、俳優
- 1995年 - 桃衣香帆、管理栄養士、元タレント
- 1996年 - えのきさりな、女優
- 1997年 - 森迫永依、女優
- 1997年 - 瀨川麻優、柔道選手
- 1997年 - 郡大夢、元サッカー選手
- 1998年 - 林萌々香、アイドル、ミュージシャン（元NMB48）
- 1998年 - 山本祐大、プロ野球選手
- 1998年 - 堀岡隼人、プロ野球選手
- 1998年 - 大山武蔵、サッカー選手
- 1998年 - 﨑原成美、バスケットボール選手
- 2000年 - 塩﨑太智、俳優、歌手（M!LK）
- 2001年 - RIN、歌手（新しい学校のリーダーズ）
- 2001年 - 米田みいな、アイドル
- 2002年 - 伊藤琉偉、プロ野球選手
- 2002年 - ペイトン・ワトソン、バスケットボール選手
- 2003年 - 塩出翔太、陸上競技選手
- 2004年 - 野咲美優、ファッションモデル
- 2004年 - 海老根優大、野球選手
- 2005年 - 百﨑蒼生、プロ野球選手
- 2006年 - 玉井陸斗[19]、飛込競技選手
- 生年不詳 - 井澤佳の実、声優
- 生年不詳 - 河井晴菜、声優
- 生年不詳 - 小林達也、声優
- 生年不詳 - 野木奏、声優
- 生年不詳 - 花岩香奈、声優
- 生年不詳 - 引坂理絵、声優
- 生年不詳 - 藤本侑里、声優
- 生年不詳 - NAOE、漫画家
- 生年不詳 - 中屋藍、アナウンサー

## 忌日

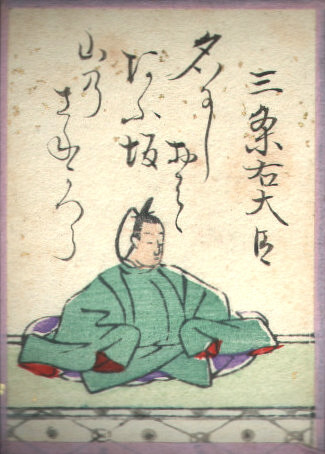
公家・歌人藤原定方(873-932)没。

貴族ベアトリーチェ・チェンチ(1577-1599)刑死。

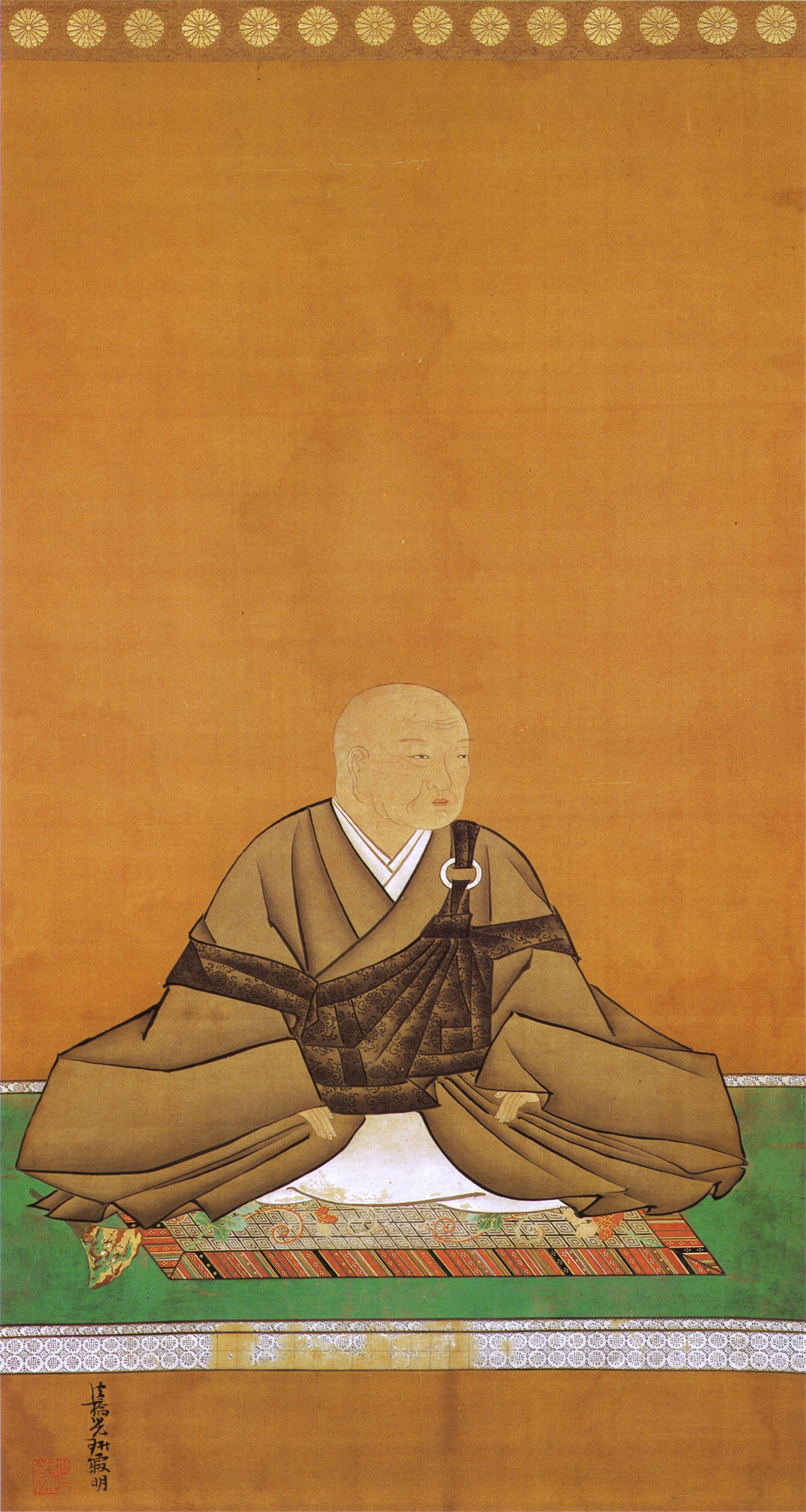
第108代天皇、後水尾天皇(1596-1680)崩御。

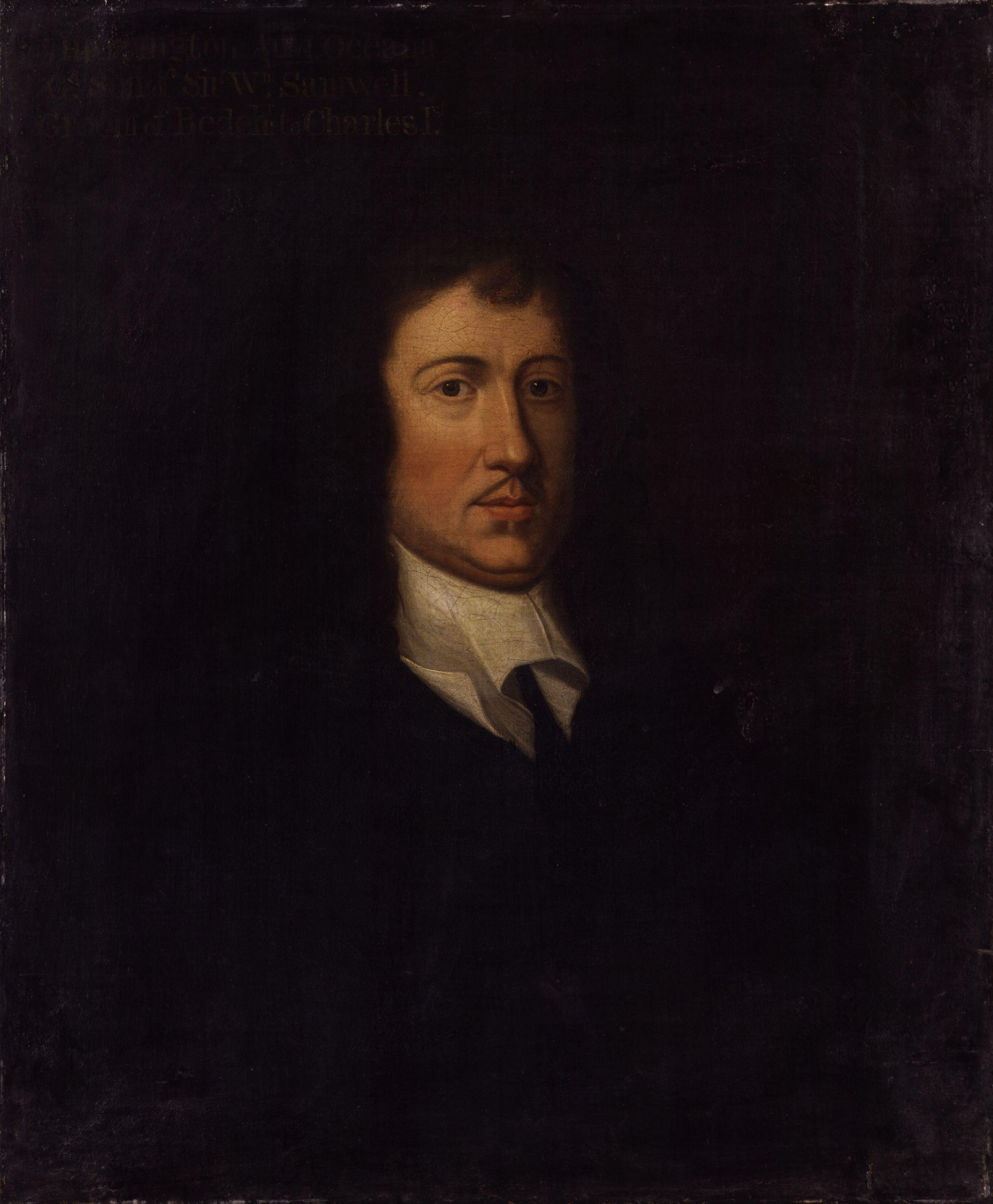
政治哲学者ジェームズ・ハリントン(1611-1677)没。

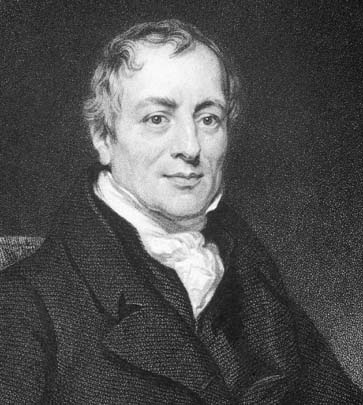
経済学者デヴィッド・リカード(1772-1823)没。

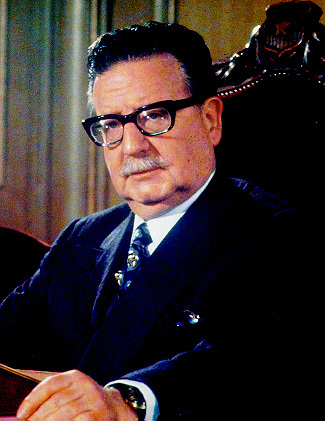
チリ大統領サルバドール・アジェンデ(1908-1973)自殺。

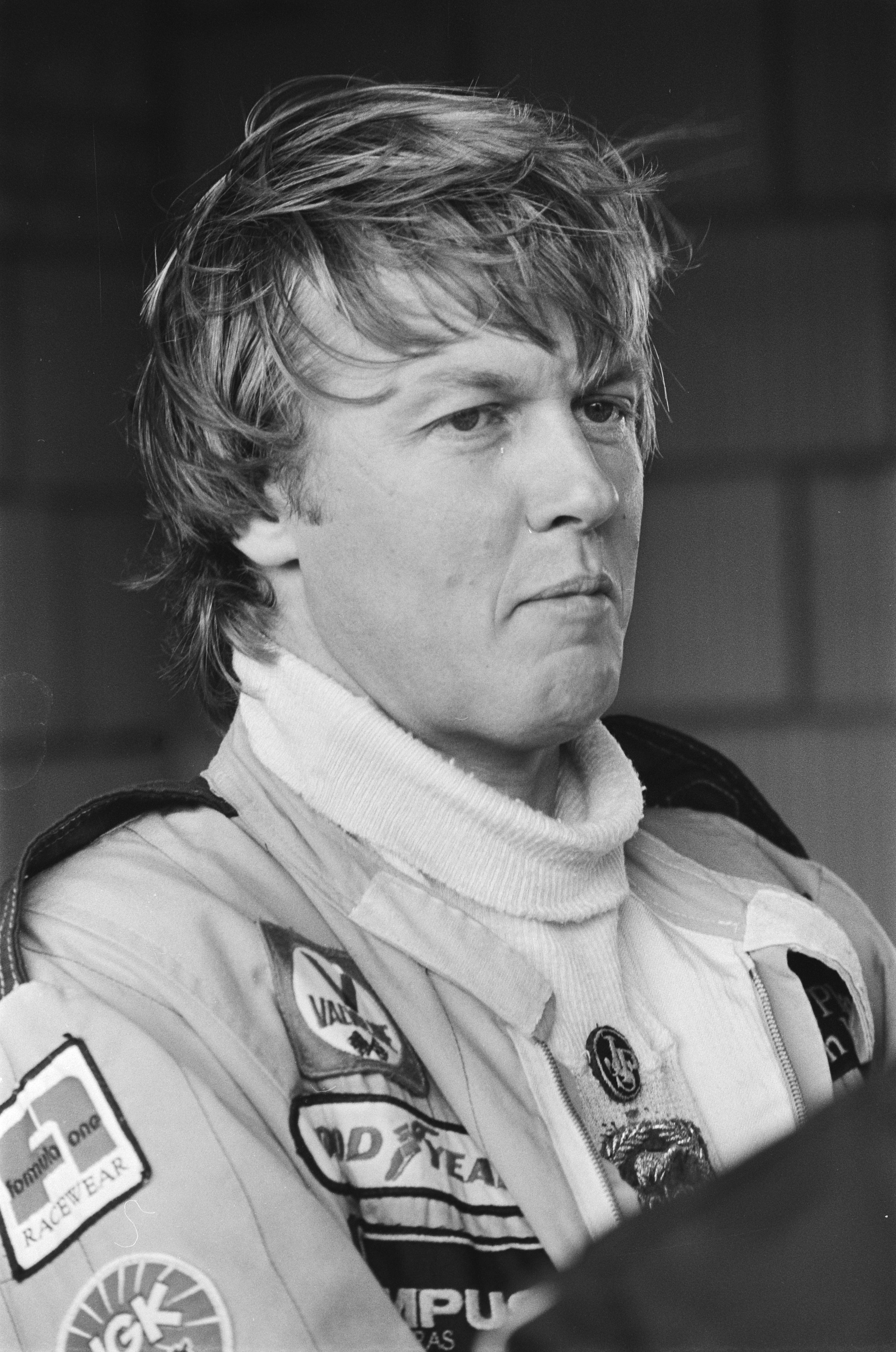
F1ドライバーのロニー・ピーターソン(1944-1978)没。 1978年イタリアグランプリの事故で他界した。

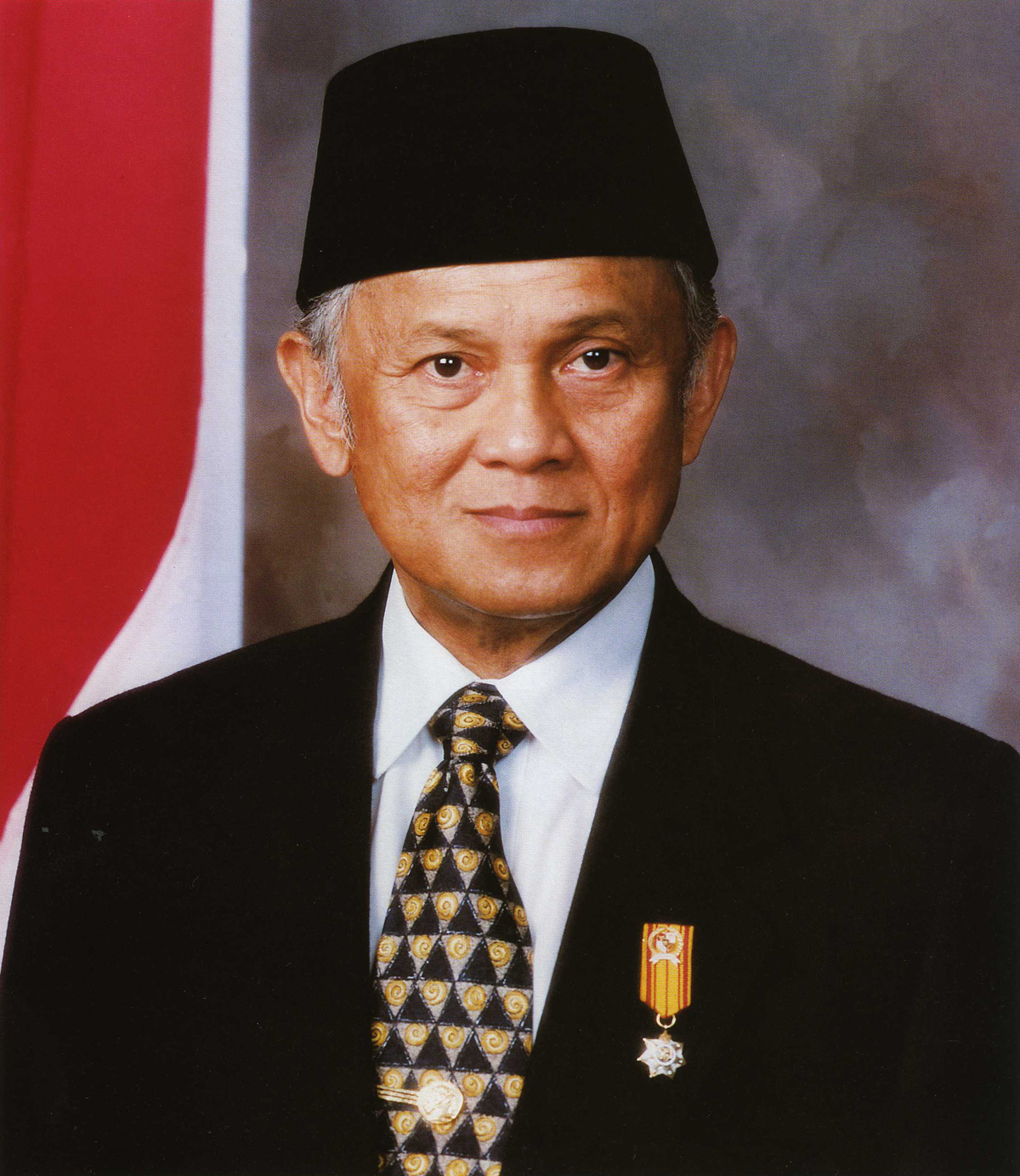
第3代インドネシア大統領の、ユスフ・ハビビ(1936-2019)没。

- 932年（承平2年8月4日） - 藤原定方、平安時代の公卿、歌人（* 873年）
- 1227年 - ルートヴィヒ4世、テューリンゲン方伯（* 1200年）
- 1349年 - ボンヌ、フランス王太子ジャンの妃（* 1315年）
- 1599年 - ベアトリーチェ・チェンチ、父親殺しで知られる貴族女性（* 1577年）
- 1646年 - オドアルド1世、パルマ公（* 1612年）
- 1661年 - ヤン・フェイト、画家（* 1609年）
- 1677年 - ジェームズ・ハリントン、政治哲学者（* 1611年）
- 1680年（延宝8年8月19日） - 後水尾天皇、第108代天皇（* 1596年）
- 1718年 - ドメニコ・マルティネッリ、建築家（* 1650年）
- 1721年 - ルドルフ・ヤーコプ・カメラリウス、植物学者（* 1665年）
- 1725年 - ジュゼッペ・ガンバリーニ（英語版）、画家（* 1680年）
- 1733年 - フランソワ・クープラン、作曲家（* 1668年）
- 1737年（元文2年8月17日） - 近衛家久、江戸時代の公卿（* 1687年）
- 1760年 - ルイ・ゴダン、天文学者（* 1704年）
- 1768年 - ジョゼフ＝ニコラ・ドリル、天文学者（* 1688年）
- 1823年 - バルタザール・カンペンガウゼン、政治家（* 1772年）
- 1823年 - デヴィッド・リカード、経済学者（* 1772年）
- 1843年（天保14年8月18日） - 浜村蔵六 (三世)、篆刻家（* 1791年）
- 1847年 - ジュゼッペ・カネッラ（英語版）、画家（* 1788年）
- 1863年 - ヨハン・ヴィルヘルム・シルマー、画家（* 1807年）
- 1886年 - エドゥアルト・フレーゲル、探検家（* 1855年）
- 1891年 - アンテロ・デ・ケンタル（英語版）、詩人（* 1842年）
- 1894年 - 榊原鍵吉、剣客（* 1830年）
- 1896年 - フランシス・ジェームズ・チャイルド、バラッド研究家（* 1825年）
- 1910年 - ハインリッヒ・カロ、化学者（* 1834年）
- 1917年 - ジョルジュ・ギンヌメール、エース・パイロット（* 1894年）
- 1919年 - チャート・ゲーザ、作家、音楽家、医師（* 1887年）
- 1926年 - 尾上松之助、俳優 （* 1875年）
- 1931年 - 沖原光孚、日本陸軍の中将（* 1848年）
- 1934年 - 井上剣花坊、川柳作家（* 1870年）
- 1935年 - チャールズ・ノリス（英語版）、検死官（* 1867年）
- 1941年 - マリア・スピリドーノワ、左翼社会革命党指導者（* 1884年）
- 1946年 - リッチモンド・シュリーブ（英語版）、建築家（* 1877年）
- 1946年 - 須永好、日本社会党衆議院議員（* 1894年）
- 1947年 - アリス・ケッペル、イギリス王エドワード7世の愛妾（* 1869年）
- 1948年 - ムハンマド・アリー・ジンナー、インド・ムスリム連盟指導者（* 1876年）
- 1949年 - アンリ・ラボー、作曲家（* 1873年）
- 1950年 - ヤン・スマッツ、南アフリカ首相（* 1870年）
- 1951年 - 末弘厳太郎、法学者（* 1888年）
- 1963年 - 藤本捨助、政治家、教育者（* 1894年）
- 1964年 - 川野彰子、小説家（* 1928年）
- 1964年 - 山本礼三郎、俳優（* 1902年）
- 1968年 - トーマス・アーマー（英語版）、プロゴルファー（* 1896年）
- 1970年 - エルンスト・マイ、建築家、都市計画課（* 1886年）
- 1970年 - 鳥居篤治郎、教育者（* 1894年）
- 1971年 - ニキータ・フルシチョフ、ソビエト連邦首相（* 1894年）
- 1971年 - 鵜崎多一、福岡県知事（* 1905年）
- 1973年 - サルバドール・アジェンデ、政治家、チリ大統領（* 1908年）
- 1974年 - エヴァ・ラムステット（英語版）、物理学者（* 1879年）
- 1974年 - 住木諭介、農芸化学者、元東京大学農学部学部長、東京大学名誉教授（* 1901年）
- 1975年 - 西原貫治、日本陸軍の中将（* 1890年）
- 1976年 - 石橋正二郎、実業家、ブリヂストン創業者（* 1889年）
- 1976年 - パヴレ・カラジョルジェヴィチ、ユーゴスラビアの摂政（* 1893年）
- 1976年 - 八木一男、政治家、部落解放運動家（* 1911年）
- 1977年 - 田中一村、日本画家（* 1908年）
- 1978年 - 中平康、映画監督（* 1926年）
- 1978年 - ロニー・ピーターソン、F1レーサー（* 1944年）
- 1979年 - 遠山啓、数学者（* 1909年）
- 1979年 - 日下実男、科学評論家、科学読物作家、翻訳家（* 1926年）
- 1983年 - 清水与七郎、実業家（* 1885年）
- 1984年 - 河合保彦、プロ野球選手（* 1933年）
- 1985年 - ウィリアム・オルウィン、作曲家（* 1905年）
- 1985年 - 赤尾好夫、実業家、旺文社創業者（* 1907年）
- 1985年 - 夏目雅子、女優（* 1957年）
- 1986年 - ノエル・ストリートフィールド（英語版）、児童文学作家（* 1895年）
- 1986年 - 大久保傳蔵、政治家、元山形市長（* 1901年）
- 1987年 - ローン・グリーン、俳優（* 1915年）
- 1987年 - 藤綱亮三、実業家、元神戸新聞社社長（* 1922年）
- 1987年 - ピーター・トッシュ、レゲエミュージシャン（* 1944年）
- 1988年 - ロジャー・ハーグリーブス、絵本作家（* 1935年）
- 1990年 - 後藤紀一、画家、小説家（* 1915年）
- 1992年 - 大西猪太郎[20]、実業家、キング醸造会長（* 1924年）
- 1992年 - 郷鍈治、俳優（* 1937年）
- 1993年 - エーリヒ・ラインスドルフ、指揮者（* 1912年）
- 1994年 - ジェシカ・タンディ、女優（* 1909年）
- 1994年 - マリアンヌ・ホルト、女優（* 1933年）
- 2000年 - 塩月勝義、プロ野球選手（* 1952年）
- 2001年 - ベリー・ベレンソン（英語版）、女優、モデル、写真家（* 1948年）
- 2001年 - バーバラ・オルソン、コメンテーター（* 1955年）
- 2001年 - モハメド・アタ、テロリスト（* 1968年）
- 2001年 - ダニエル・ルーウィン（英語版）、数学者、実業家、アカマイ・テクノロジーズ共同創業者（* 1970年）
- 2002年 - 阿木翁助、劇作家、脚本家（* 1912年）
- 2002年 - キム・ハンター、女優（* 1922年）
- 2002年 - ジョニー・ユナイタス、アメリカンフットボール選手（* 1933年）
- 2003年 - ジョン・リッター、俳優、声優（* 1948年）
- 2003年 - アンナ・リンド、スウェーデン元外務大臣（* 1957年）
- 2006年 - 吉永正人、元競馬騎手、調教師（* 1941年）
- 2006年 - ウィリアム・オールド、詩人 （* 1924年）
- 2006年 - ピエール・ジョルジュ、地理学者（* 1909年）
- 2007年 - ジョー・ザヴィヌル、ジャズ・フュージョンミュージシャン（* 1932年）
- 2007年 - ウィリー・ティー、キーボード奏者（* 1944年）
- 2008年 - 奥井成一、プロ野球選手（* 1925年）
- 2008年 - 水谷弘、政治家（* 1942年）
- 2008年 - 内田慶、競輪選手（* 1981年）
- 2009年 - ガートルード・ベインズ、スーパーセンテナリアン（* 1894年）
- 2009年 - 林和男、野球指導者、林建設株式会社元会長（* 1923年）
- 2009年 - フアン・アルメイダ、政治家（* 1927年）
- 2009年 - ラリー・ゲルバート（英語版）、脚本家、作家、劇作家（* 1928年）
- 2009年 - ジム・キャロル（英語版）、詩人、歌手（* 1949年）
- 2009年 - 臼井儀人、漫画家（* 1958年）
- 2009年 - 沖野等、サッカー指導者（* 1959年）
- 2010年 - 谷啓、俳優、コメディアン、トロンボーン奏者（元ハナ肇とクレージーキャッツ）（* 1932年）
- 2011年 - 川上秀光、都市計画家（* 1929年）
- 2012年 - クリストファー・スティーブンス、弁護士、外交官（* 1960年）
- 2014年 - コズィモ・マタッサ、レコーディング・エンジニア（* 1926年）
- 2016年 - 加藤九祚、人類学者（* 1922年）
- 2016年 - アレクシス・アークエット、女優、ミュージシャン (* 1969年)
- 2016年 - 伊藤茂、政治家、元運輸大臣（* 1928年）
- 2017年 - 秋沢志篤、元エーエム・ピーエム・ジャパン代表取締役社長（* 1943年）
- 2018年 - 花柳寿南海、舞踊家、人間国宝（* 1924年）
- 2018年 - 小藤田千栄子、映画・演劇評論家（* 1939年）
- 2019年 - 山上哲也、元プロボクサー、元日本バンタム級チャンピオン、ボクシング指導者（* 1942年）
- 2019年 - 粟屋憲太郎、歴史学者、立教大学名誉教授（* 1944年）
- 2019年 - 原口剛、俳優（* 1939年）
- 2019年 - ユスフ・ハビビ、政治家、第3代インドネシア大統領（* 1936年）
- 2020年 - 西川善文、元住友銀行頭取、三井住友銀行頭取、三井住友フィナンシャルグループ代表取締役社長、全国銀行協会会長、日本郵政社長、日本郵政公社総裁（* 1938年）
- 2021年 - 江尻良文、スポーツジャーナリスト、夕刊フジ編集委員（* 1949年）
- 2022年 - 久米是志、自動車エンジニア、元本田技研工業社長（* 1932年）
- 2022年 - 柳家せん八、落語家（* 1948年）
- 2023年 - エンデル・タルヴィング、心理学者、神経科学者（* 1927年）
- 2023年 - 李相薫、政治家、軍人、元韓国国防部長官（* 1933年）
- 2024年 - ジョー・シュミット、アメリカンフットボール選手、指導者（* 1932年）
- 2024年 - アルベルト・フジモリ、学者、政治家、 第54代ペルー大統領（*1938年）
- 2024年 - ピーター・クラスホースト、画家、彫刻家、写真家（* 1957年）
- 2024年 - チャド・マックイーン、俳優、映画製作者、レーシングドライバー（* 1960年）

## 記念日・年中行事

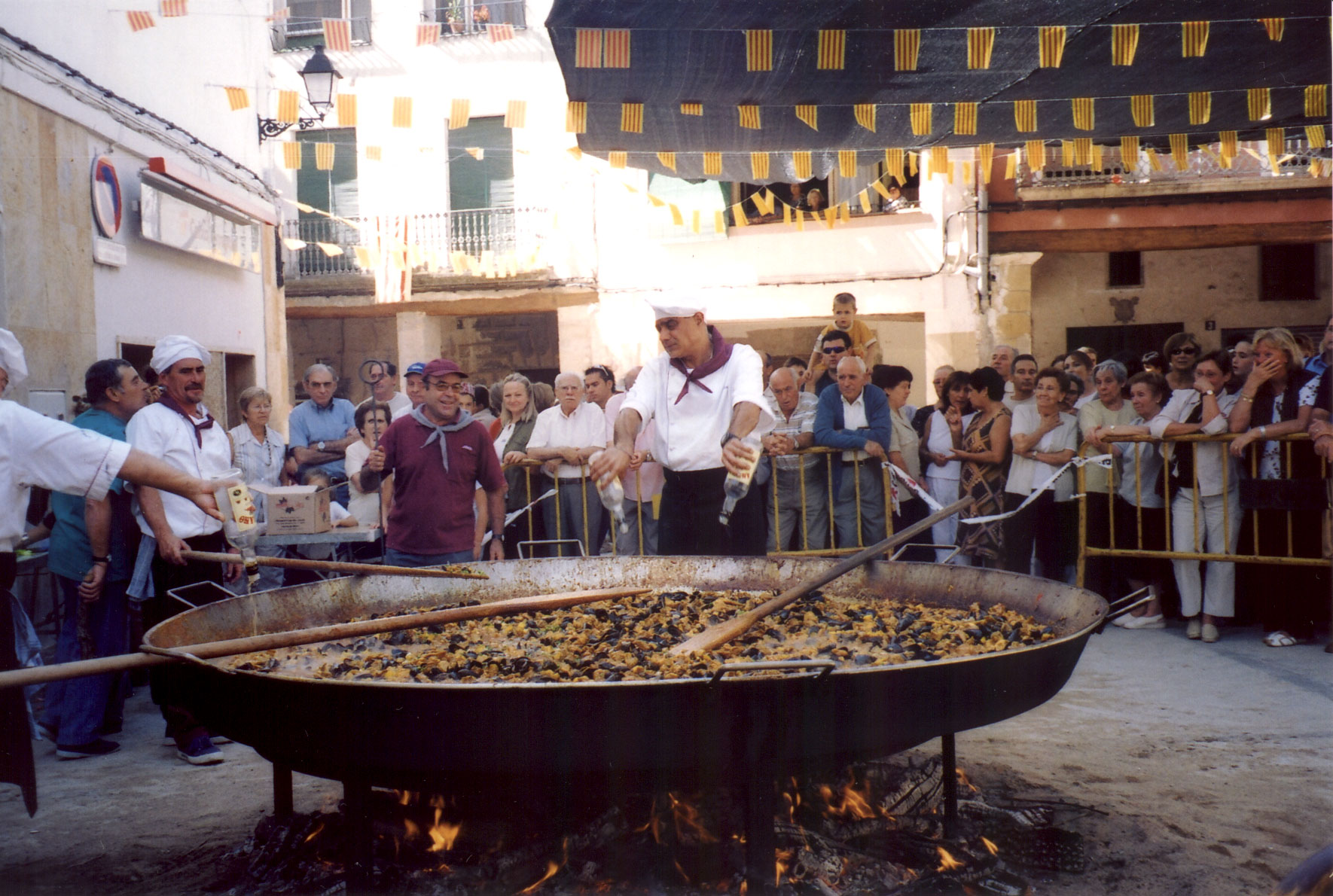
カタルーニャの日。巨大パエリア作りの情景

- 二百二十日（ 日本）　※2040年代までは西暦の年を4で割った余りが2または3の年
立春から数えて220日目の日。二百十日と同じく台風襲来の時期であるため、農家の厄日とされる。
- 教師の日（ アルゼンチン）
アルゼンチンの第7代大統領で教育者・作家のドミンゴ・ファウスティーノ・サルミエント（英語版）が1888年に亡くなった日。
- ナショナルデー（ スペイン・カタルーニャ州）
1714年、スペイン継承戦争・第3次バルセロナ包囲戦が終結し、フェリペ5世率いるスペイン軍がバルセロナを落としたことを記念。
- 愛国者の日（英語版）（ アメリカ合衆国）
2001年のこの日に発生したアメリカ同時多発テロ事件にちなみ、2002年から実施。
- 緊急番号の日（ アメリカ合衆国）
アメリカ合衆国における緊急通報用電話番号「911」にちなみ､1987年8月26日にロナルド・レーガン米大統領が制定。
- 警察相談の日（ 日本）
警察庁が1999年に制定。警察への全国統一の電話相談番号「#9110」から[21]。
- 公衆電話の日（ 日本）
1900年9月11日に日本初の自動公衆電話が東京の新橋駅と上野駅の構内に設置されたことに由来[22]。
- 早船狂言(（ 日本）
石川県珠洲市蛸島町の高倉彦神社で、毎年9月11日に行われる祭礼の際、境内の神楽殿で奉納される神事芸能。出演者は新成人から選ばれ、地元の「蛸島早船狂言保存会」が指導している。起源ははっきりしないが、200年以上前に始まったとされ、近世に流行した歌舞伎狂言や浄瑠璃の影響を強く受けていると考えられている[23]。